# Nicole Sciberras
Nicole Sciberras (* 28. April 2001 in Malta) ist eine maltesische Fußballspielerin. Seit 2019 ist sie für die maltesische Fußballnationalmannschaft aktiv.

## Karriere

### Verein
Bis 2017 spielte Sciberras für FC Mosta. Zwischen 2017 und 2017 war sie im Verein Grifone aktiv. Sommer 2019 wechselte sie zu Juventus Turin. Seit 2021 ist sie Leihspieler bei ASD UPC Tavagnacco.

### Nationalmannschaft
Von 2016 bis 2017 war Scriberras für Malta U17 aktiv. Danach wechselte sie 2018 bei Malta U19. Seit 2019 spielt sie für die Maltesische Fußballnationalmannschaft der Frauen als Abwehrspieler. Bekannt wurde sie durch die FIFA-Qualifikation-Frauen 2022. Bisher absolvierte sie 16 Länderspiele.